# Bouvardia viminalis
Bouvardia viminalis är en måreväxtart som beskrevs av Diederich Franz Leonhard von Schlechtendal. Bouvardia viminalis ingår i släktet Bouvardia och familjen måreväxter. Inga underarter finns listade i Catalogue of Life.